# کمیسیون مرکزی بازرسی انضباطی
کمیسیون مرکزی بازرسی انضباطی حزب کمونیست چین (به چینی: 中国共产党中央纪律检查委员会) عالی‌ترین نهاد کنترل داخلی و بازرسی انتظامی حزب کمونیست چین است که وظیفه اجرای قوانین و مقررات داخلی، مبارزه با فساد و تخلفات در حزب را بر عهده دارد. این آژانس با کمیسیون نظارت ملی در تعامل است.
در جمهوری خلق چین اکثریت قریب به اتفاق مقامات در تمام سطوح دولتی اعضای حزب کمونیست هستند و این کمیسیون در عمل بالاترین نهاد مبارزه با فساد در چین است.
کمیسیون مدرن در سومین جلسه عمومی یازدهمین کمیته مرکزی در دسامبر ۱۹۷۸ تأسیس شد. سیستم‌های کنترل قبلاً تحت نام «کمیسیون کنترل مرکزی» برای مدت کوتاهی در سال ۱۹۲۷ و دوباره بین سال‌های ۱۹۵۵ و ۱۹۶۸ و با نام فعلی آن از سال ۱۹۴۹ تا ۱۹۵۵ وجود داشت. این کمیسیون در جریان انقلاب فرهنگی در سال ۱۹۶۹ انحلال یافت. در سال ۱۹۹۳، عملیات داخلی آژانس و وزارت نظارت دولت ادغام شدند. کمیسیون مرکزی بازرسی انضباطی از نظر تئوریک مستقل از نهادهای اجرایی حزب کمونیست چین مانند کمیته مرکزی و دفترخانه سیاسی آن است. از نظر تاریخی، فعالیت کمیسیون مرکزی بازرسی انضباطی توسط رهبران ارشد حزب هدایت می‌شود.
بر پایه اساسنامه حزب کمونیست چین، اعضای کمیسیون مرکزی بازرسی انضباطی توسط کنگره ملی انتخاب می‌شوند و برای یک دوره پنج ساله خدمت می‌کنند. پس از انتخاب کنگره ملی، کمیسیون مرکزی بازرسی انضباطی برای انتخاب دبیر، معاونان دبیران، دبیرکل و کمیته دائمی خود تشکیل جلسه می‌دهد.‌پس از آن مقامات منتخب باید توسط کمیته مرکزی تأیید شوند تا بتوانند به کار خود ادامه دهند.
دبیر کمیسیون مرکزی بازرسی انضباطی از سال ۱۹۷۷ عضو کمیته دائمی پلیتبورو بوده و از سال ۲۰۰۹ به‌عنوان رئیس انجمن رهبری مرکزی امور بازرسی خدمت کرده‌است.